# Cooperstown (Wisconsin)
Cooperstown es un pueblo ubicado en el condado de Manitowoc en el estado estadounidense de Wisconsin. En el Censo de 2010 tenía una población de 1.292 habitantes y una densidad poblacional de 14,2 personas por km².

## Geografía
Cooperstown se encuentra ubicado en las coordenadas 44°17′18″N 87°50′35″O / 44.28833, -87.84306. Según la Oficina del Censo de los Estados Unidos, Cooperstown tiene una superficie total de 90.97 km², de la cual 90.57 km² corresponden a tierra firme y (0.44%) 0.4 km² es agua.

## Demografía
Según el censo de 2010, había 1.292 personas residiendo en Cooperstown. La densidad de población era de 14,2 hab./km². De los 1.292 habitantes, Cooperstown estaba compuesto por el 98.22% blancos, el 0.15% eran afroamericanos, el 0.15% eran amerindios, el 0.31% eran asiáticos, el 0% eran isleños del Pacífico, el 0.39% eran de otras razas y el 0.77% pertenecían a dos o más razas. Del total de la población el 0.85% eran hispanos o latinos de cualquier raza.